# 汾市镇
汾市乡，是中华人民共和国湖南省郴州市临武县下辖的一个乡镇级行政单位。

## 行政区划
汾市乡下辖以下地区：
兴隆社区、上乐村、横山村、白石村、渡头村、北岸村、南岸村、南福村、社下村、顶下村、城贝村、麻落村和张家冲村。